# Firminus van Amiens

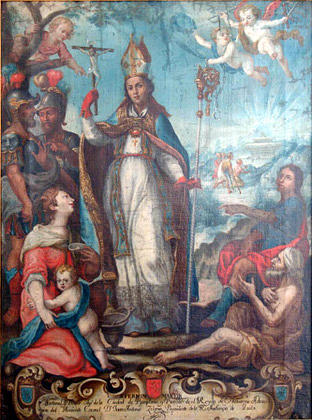
Sint-Firminus naar een 18e-eeuwse afbeelding

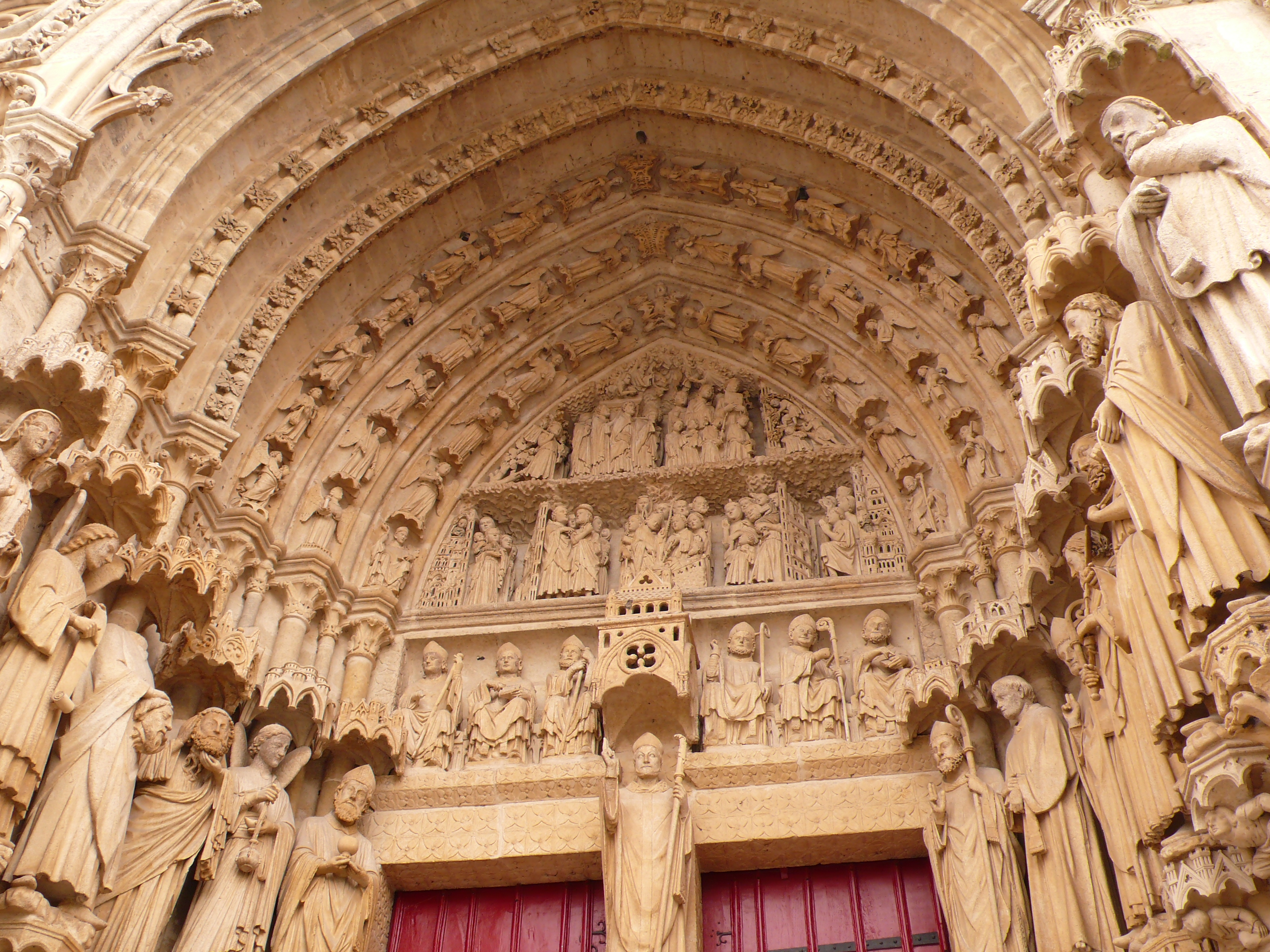
Sint-Firminusportaal in de kathedraal van Amiens

Firminus van Amiens is een heilige in de Rooms-Katholieke Kerk.
Deze persoon zou in de 3e eeuw geboren zijn in het latere Pamplona. De heilige is een der patroons van Navarra en bekend van de San Fermínfeesten te Pamplona.

## Beschrijving
Firminus zou de zoon zijn geweest van een Romeins senator die zich tot het christendom had bekeerd. Hij zou gedoopt zijn door Sint-Saturninus, welke in 257 de marteldood zou zijn gestorven nadat men hem achter een dolle stier had gebonden.
Firminus zelf zou zo bekwaam zijn geweest in het preken dat hij in één dag 3000 mensen zou hebben bekeerd. Hij zou gepreekt hebben in Amiens en in Normandië. Uiteindelijk werd hij door de Romeinen gevangen genomen en op 25 september 303 zou hij zijn onthoofd.
Hoewel de levensgeschiedenis van Firminus slechts door een hagiografie aan ons werd overgeleverd en deze bovendien omsponnen is met tal van legenden, heeft er zich een uitgebreide devotie voor deze heilige ontwikkeld, en worden ook tal van relieken aan deze heilige toegeschreven.